# Ililabalekan
Ililabalekan je menší a dlouhodobě nečinný stratovulkán, nacházející se v jihozápadní části indonéského ostrova Lembata. Vrchol sopky tvoří čtveřice kráterů (v jednom z nich leží lávový dóm) a dva menší maary. Kdy došlo k poslední erupci, není známo. Jediným projevem aktivity jsou fumaroly nedaleko vrcholu.